# 2005년 전미 비평가 협회상
제40회 전미 비평가 협회상은 2005년 최고의 영화를 기리기 위해 2006년 1월에 열린 시상식이다. 뉴욕, Sardi's Restaurant에서 개최되었다.

## 수상 및 후보

### 작품상
- 카포티 수상

### 감독상
- 폭력의 역사 - 데이빗 크로넨버그 수상

### 여우주연상
- 앙코르 - 리즈 위더스푼 수상

### 남우주연상
- 카포티 - 필립 세이모어 호프만 수상

### 여우조연상
- 준벅 - 에이미 아담스 수상

### 남우조연상
- 폭력의 역사 - 에드 해리스 수상

### 각본상
- 오징어와 고래 - 노아 바움백 수상

### 촬영상
- 2046 - 크리스토퍼 도일 수상

### 외국어영화상
- 미치고 싶을 때 수상

### 다큐멘터리상
- 그리즐리 맨 수상

### 특별공헌상
- Kenneth Turan 수상

### 특별상
- David Shepard 수상
- Bruce Posner 수상
- Anthology Film Archive 수상